# Пам'ятний знак «На благо Вітчизни»
Пам'ятний знак «На благо Вітчизни» (лит. Atminimo ženklas «Tėvynės labui») — відомча нагорода Міністерства внутрішніх справ Литовської Республіки.

## Положення про нагороду
| Для співробітників поліції | Для співробітників внутрішньої служби |
| Знак 1-го ступеня          | Знак 1-го ступеня                     |
| -------------------------- | ------------------------------------- |
|                            |                                       |
| Знак 2-го ступеня          |                                       |
|                            |                                       |

|  | III. Пам'ятний знак Міністерства внутрішніх справ «На благо Вітчизни» першого ступеня 5. Призначення знака: 5.1. Пам'ятним знаком Міністерства внутрішніх справ «На благо Вітчизни» першого ступеня нагороджуються співробітники системи внутрішньої служби за відмінність у службі, зразкове виконання службових обов'язків, досягнуті позитивні результати у зміцненні правопорядку, боротьбі зі злочинністю та підтриманні громадського порядку, що відслужили в системі внутрішньої служби не менше десяти років. 5.2. Відомчим знаком Міністерства внутрішніх справ «На благо Вітчизни» першого ступеня можуть бути нагороджені й інші особи, що активно сприяють поліції та іншим статутним установам внутрішніх справ, підтримуючи громадський порядок і запобігаючи злочинам, і допомагають їх розкрити, громадяни іноземних країн — за міжнародну підтримку статутним установам внутрішніх справ і співробітникам, і розширення міжнародного співробітництва. 5.3. Знак вручається указом міністра внутрішніх справ. 5.4. Співробітникам системи внутрішньої служби, нагородженим пам'ятним знаком Міністерства внутрішніх справ «На благо Вітчизни» першого ступеня, видається посвідчення цього знака. 6. Структура знака: 6.1. Пам'ятний знак Міністерства внутрішніх справ «На благо Вітчизни» першого ступеня має чотири рівні. Перший рівень — кругла пластина, діаметром 36 мм, з резними променями, що виходять з центру до країв. Другий рівень — верхівка древка прапора 47 мм завдовжки і 31 мм завширшки, нижню частину якої, прикрашену дубовими листками, оперізує стрічка. На ній написані слова: НА БЛАГО ВІТЧИЗНИ (лит. TĖVYNĖS LABUI). Третій рівень — вмонтована у центрі восьмикутна зірка. Між кутами зірки — три промені, що виходять з центру до країв. Четвертий рівень — стилизованный державний герб. Кріплення знака (гайка) — в центрі. 6.2. Знак є двох кольорів: сріблястий і золотавий. Пам'ятним знаком Міністерства внутрішніх справ «На благо Вітчизни» першого ступеня сріблястого кольору нагороджуються співробітники системи внутрішньої служби, які мають звання поліції. Пам'ятним знаком Міністерства внутрішніх справ «На благо Вітчизни» першого ступеня золотавого кольору нагороджуються співробітники системи внутрішньої служби, які мають звання внутрішньої служби. IV. Пам'ятний знак Міністерства внутрішніх справ «На благо Вітчизни» другого ступеня 7. Призначення знака: 7.1. Пам'ятним знаком Міністерства внутрішніх справ «На благо Вітчизни» другого ступеня нагороджуються співробітники системи внутрішньої служби за зразкове виконання службових обов'язків, що відслужили в системі внутрішньої служби не менше п'яти років. 7.2. Пам'ятним знаком Міністерства внутрішніх справ «На благо Вітчизни» другого ступеня можуть бути нагороджені й інші особи, що активно сприяють поліції та іншим статутним установам внутрішніх справ підтримуючи громадський порядок і запобігаючи злочинам, і допомагають їх розкрити, громадяни іноземних країн — за міжнародну підтримку статутним установам внутрішніх справ і співробітникам, і розширення міжнародного співробітництва. 7.3. Знак вручається указом міністра внутрішніх справ. 7.4. Співробітникам системи внутрішньої служби, нагородженим пам'ятним знаком Міністерства внутрішніх справ «На благо Вітчизни» другого ступеня, видається посвідчення цього знака. 8. Структура знака: 8.1. Пам'ятний знак Міністерства внутрішніх справ «На благо Вітчизни» другого ступеня має три рівні. Перший рівень — верхівка древка прапора 47 мм завдовжки і 31 мм завширшки, нижню частину якої, прикрашену дубовими листками, оперізує стрічка. На ній написані слова: НА БЛАГО ВІТЧИЗНИ (лит. TĖVYNĖS LABUI). Другий рівень — вмонтована у центрі восьмикутна зірка. Між кутами зірки — три промені, що виходять з центру до країв. Третій рівень — стилизованный державний герб. Кріплення знака (гайка) — в центрі. 8.2. Знак є двох кольорів: сріблястий і золотавий. Пам'ятним знаком Міністерства внутрішніх справ «На благо Вітчизни» другого ступеня сріблястого кольору нагороджуються співробітники системи внутрішньої служби, які мають звання поліції. Пам'ятним знаком Міністерства внутрішніх справ «На благо Вітчизни» другого ступеня золотавого кольору нагороджуються співробітники системи внутрішньої служби, які мають звання внутрішньої служби. |